# GK Permskije Medwedi
Der Gandbolni Klub Permskije Medwedi (russisch Гандбольный клуб Пермские медведи) ist ein Handballverein aus der russischen Stadt Perm. 

## Geschichte
Der Verein wurde 1999 gegründet und trat ein Jahr später der Russischen Handballföderation bei. Ab der Saison 2000/01 spielten die Bären aus Perm in der zweiten russischen Liga. Nachdem sie in ihrer ersten Saison nur den 23 von 25 Plätzen belegt hatte, wurde sie 2005/06 und 2006/07 Vizemeister. 2008/09 gelang schließlich der Meistertitel und der damit verbundene Aufstieg in die Russische Handball Super League.
In der ersten Saison 2009/10 im Oberhaus musste der Verein in die Abstiegsrunde, konnte den Klassenerhalt aber durch einen 10. Platz sichern. Im Anschluss wurde Lew Woronin als neuer Cheftrainer engagiert. Der Olympiasieger von 2000 führte die Mannschaft in den nächsten beiden Jahren auf den 7. Rang. In der Saison 2011/12 erreichte man auch das Finale im Russischen Pokalwettbewerb, wo man dem Serienmeister Medwedi Tschechow unterlag. Da diese für die EHF Champions League qualifiziert waren, durfte Permskije Medwedi erstmals international spielen. Im EHF Europa Pokal 2012/13 konnte man PGU-Kartina TV Tiraspol und Wacker Thun ausschalten. In der dritten Runde gewann man das Heimspiel gegen KIF Kolding 30:27, schied aber aufgrund der 24:41-Niederlage im Rückspiel aus. In der Saison 2012/13 unterlag man im Halbfinale der Play-offs der Super League erneut Medwedi Tschechow und im Spiel um Platz 3 SKIF Krasnodar. Dennoch konnte man in der Saison 2013/14 wieder im Europapokal antreten. Im EHF Europa Pokal 2013/14 scheiterte man in der zweiten Qualifikationsrunde an Brest GK Meschkow. Nachdem man im Halbfinale des Pokals Medwedi Tschechow mit 34:32 ausschaltete, besiegte man im Endspiel GK Newa St. Petersburg mit 28:26 und gewann zum ersten Mal den Russischen Pokal.

## Bekannte Spieler
- Samwel Aslanjan
- Walentin Busmakow
- Igor Ljowschin
- Alexei Schindin
- Nikolai Sorokin